# Розлопы
Розлопы (пол. Rozłopy) — деревня в Замойском повете Люблинского воеводства Польши. Входит в состав гмины Сулув. Находится примерно в 20 км к западу от центра города Замосць. По данным переписи 2011 года, в деревне проживало 337 человек.
В 1975—1998 годах деревня входила в состав Замойского воеводства.

## Население
Демографическая структура по состоянию на 31 марта 2011 года:
|         | Всего | До трудоспособного возраста | Трудоспособного возраста | Старше трудоспособного возраста |
| ------- | ----- | --------------------------- | ------------------------ | ------------------------------- |
| Мужчины | 151   | 16                          | 107                      | 28                              |
| Женщины | 186   | 27                          | 91                       | 68                              |
| Всего   | 337   | 43                          | 198                      | 96                              |